# إنريكي تاريو
إنريكي تاريو هو رئيس «(أولاد فخورون)»، منظمة سياسية يمينية متطرفة، فاشية جديدة ومنظمة سياسية للرجال فقط. في عام 2020، كان مرشحًا في الانتخابات التمهيدية للحزب الجمهوري عن الدائرة السابعة والعشرين للكونغرس في فلوريدا، لكنه انسحب. تاريو هو مدير ولاية فلوريدا للمنظمة الشعبية لاتينيوس من أجل ترامب.

## الحياة الشخصية
نشأ تاريو في ليتل هافانا، وهو حي في ميامي، فلوريدا. يعرّف بأنه أفرو كوبي. متزوج ومطلق.
في عام 2004، عندما كان يبلغ من العمر 20 عامًا، أدين تاريو بالسرقة. وحُكم عليه بثلاث سنوات من المراقبة وخدمة المجتمع وأمر بدفع تعويض. في عام 2013، حُكم على تاريو بالسجن لمدة 30 شهرًا (قضى 16 منها) في السجن الفيدرالي لإعادة تسمية وإعادة بيع الأجهزة الطبية المسروقة.

## مسار مهني مسار وظيفي
بعد عام 2004، انتقل تاريو إلى بلدة صغيرة في شمال فلوريدا من أجل إدارة مزرعة دواجن. عاد لاحقًا إلى ميامي. كما أنشأ شركة لتركيب المعدات الأمنية وأخرى توفر تتبع نظام تحديد المواقع العالمي (GPS) للشركات.
يمتلك تاريو شركة في ميامي للقمصان، تُعرف باسم 1776 سوق، وهي تباع عبر الإنترنت للبضائع اليمينية. وصفت Slate متجر 1776 بأنه «متجر حر على الإنترنت للسلع اليمينية المتطرفة» يبيع مجموعة من معدات Proud Boys بما في ذلك القمصان التي تقول «لم يقم بينوشيه بأي خطأ».

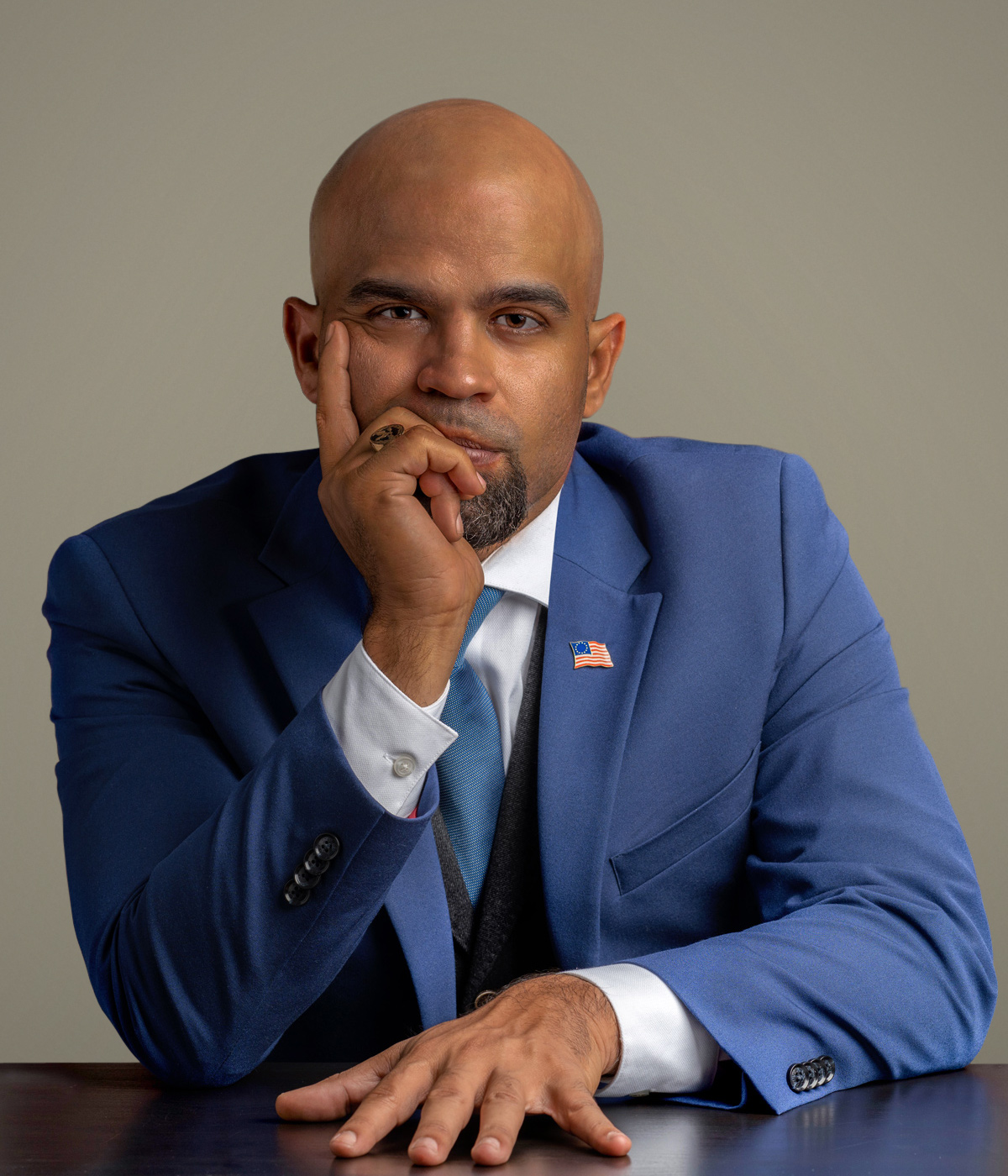
اولاد فخورون 2021

تطوع تاريو في حدث ميامي للمعلق اليميني المتطرف ميلو يانوبولوس في مايو 2017 حيث التقى بأحد أعضاء Proud Boys الذي شجعه على الانضمام إلى المجموعة. في أغسطس 2017، حضر تاريو تجمع اتحدوا اليمين في شارلوتسفيل، فيرجينيا. كانت نيته المعلنة للحضور هي الاحتجاج على إزالة التماثيل الكونفدرالية.
ذهب تاريو ليصبح عضوًا من الدرجة الرابعة في Proud Boys، وهو تمييز مخصص لأولئك الذين يدخلون في مشاجرة جسدية، بعد لكم شخص يُعتقد أنه عضو في أنتيفا في وجهه في يونيو 2018 تولى منصب رئيس مجلس إدارة المنظمة في 29 نوفمبر 2018، خلفًا لجيسون لي فان دايك الذي شغل المنصب لمدة يومين، وسلف فان دايك جافين ماكينز.
ساعد تاريو في تنظيم مسيرة إنهاء الإرهاب المحلي التي عقدت في بورتلاند، أوريغون، في 17 أغسطس 2019. تم تنظيم هذا الحدث، الذي شارك في تنظيمه جو بيجز، كرد فعل على هجوم يونيو 2019 على المدون المحافظ آندي نجو.

## وجهات نظر سياسية
فيما يتعلق بآرائه حول الجماعات والأيديولوجيات المتطرفة، نُقل عن تاريو قوله «إنني أدين تفوق البيض. أنا أدين معاداة السامية. أنا أستنكر العنصرية. أنا أدين الفاشية. إنني أستنكر الشيوعية وأي مذهب آخر يمس الناس بسبب عرقهم ودينهم وثقافتهم ولون بشرتهم». فيما يتعلق بعرقه، قال، «أنا أسمر جميل، أنا كوبي. لا يوجد شيء متعلق بتفوق العرق الأبيض بي».
بعد أن واجه تاريو وصيحات شتائم أمام رئيسة مجلس النواب نانسي بيلوسي في كورال جابلز في أواخر عام 2018، اعتذر رئيس الحزب الجمهوري في ميامي ديد وشبه السناتور روبيو المتمردين بـ «عصابات التنصل التي استخدمها كاسترو منذ فترة طويلة في كوبا».
في عام 2018، أزال Twitter حساب تاريو، من بين حسابات أخرى متعلقة بـ Proud Boys، مشيرًا إلى أن سياسة المنصة تحظر الحسابات المتعلقة بالجماعات المتطرفة العنيفة. في العام التالي، تم اكتشاف حساب آخر أنشأه تاريو لتجنب التعليق وإزالته من المنصة بواسطة Twitter.
تاريو هو صديق مقرب لروجر ستون. بعد إلقاء القبض على ستون في يناير 2019، ظهر تاريو خارج قاعة المحكمة بقميص مزين برسالة «روجر ستون لم يفعل شيئًا خاطئًا».
بدأ تاريو ترشحه للكونغرس عن الدائرة السابعة والعشرين في فلوريدا في عام 2020، لكنه انسحب قبل الانتخابات التمهيدية للحزب الجمهوري. في ردود حملته على استطلاع Ballotpedia الذي تم إجراؤه في عام 2019، أدرج تاريو إصلاح العدالة الجنائية، وحماية التعديل الثاني، ومكافحة الإرهاب المحلي، وإنهاء الحرب على المخدرات، وحرية التعبير على المنصات الرقمية، وإصلاح الهجرة من بين بعض أولوياته.